# Franciszka Arnsztajnowa
Franciszka Hanna Arnsztajnowa z Meyersonów, ps. F. A. M., J. Górecka, Jan Gorecki, Jan Górecki, Stefan Orlik (ur. 19 lutego 1865 w Lublinie, zm. 1942) – polska poetka, dramaturg i tłumaczka żydowskiego pochodzenia.

## Życiorys

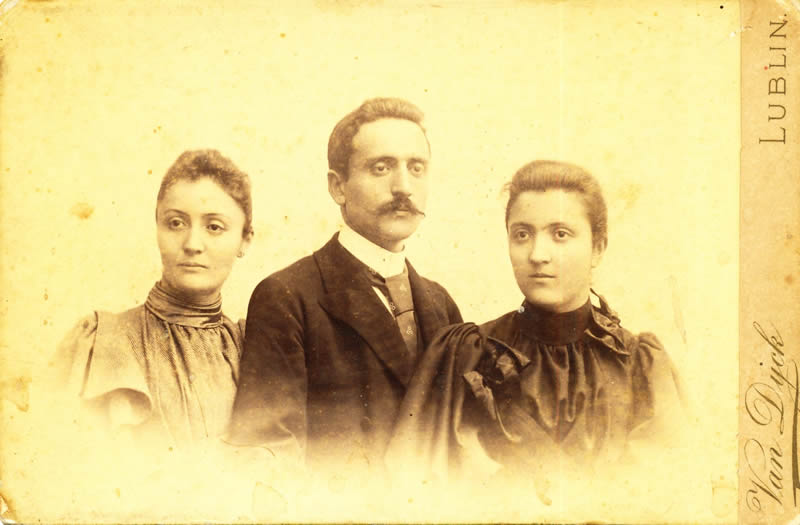
Franciszka Arnsztajnowa (po lewej) z rodzeństwem.

Pochodziła z zasymilowanej rodziny żydowskiej. Córka Bernarda (Berka) Meyersona, lubelskiego kupca, dyrektora Towarzystwa Kredytowego Miasta Lublina, i powieściopisarki Malwiny (Małki) z Horowitzów, która była prawnuczką ortodoksyjnego rabina Azriela Horowitza. Jej bratem był filozof Emil Meyerson. 
Maturę uzyskała w gimnazjum żeńskim w Lublinie, a następnie studiowała nauki przyrodnicze w Niemczech. Pracowała jako prywatna nauczycielka, prowadziła tajną działalność oświatową wśród dzieci i dorosłych. W 1885 roku wzięła ślub z lekarzem, Markiem Arnsztajnem. Mieli dwoję dzieci: Jana oraz Stefanię. Stefania była żoną poety, Jana Mieczysławskiego. Wraz z mężem była współzałożycielką Lubelskiego Towarzystwa Szerzenia Oświaty „Światło”.
Wybuch I wojny światowej zastał Arnsztajnów w Szwajcarii, skąd przez Austrię, Serbię, Grecję, Bułgarię i Rumunię przedostali się do Lublina. Arnsztajnowa zaangażowała się w działalność konspiracyjną, wstąpiła do Polskiej Organizacji Wojskowej, używała pseudonimu „Ara”. W POW zajmowała się archiwum oraz ewidencją, w jej domu przechowywano także umundurowanie, broń i amunicję. W 1919 roku miała uczestniczyć w Pierwszym Walnym Zjeździe Zjednoczenia Polaków Wyznania Mojżeszowego, w związku z brakiem możliwości wyjazdu wystosowała telegram popierający inicjatywę. Była działaczką Związku Pracy Obywatelskiej Kobiet oraz członkinią polskiego PEN Clubu. 
Wraz z mężem mieszkała w kamienicy przy ulicy Złotej 2 w Lublinie, ich sąsiadem był Józef Czechowicz, z którym się zaprzyjaźniła. 12 maja 1932 roku wraz z Czechowiczem założyła Związek Literatów w Lublinie, którego pierwszym prezesem został Czechowicz. 6 czerwca tego samego roku zrzekł się jednak funkcji na rzecz Arnsztajnowej. W 1930 roku zmarł jej mąż, a cztery lata później syn. Śmierć męża i syna oraz późniejsze samobójstwo synowej było dla niej ciężkim przeżyciem. 
Wielokrotnie była celem antysemickich ataków, m.in. przez Jerzego Pietrkiewicza, w jej obronie występowali m.in. Józef Łobodowski i Hanna Mortkowicz-Olczakowa.
W 1934 roku przeniosła się do Warszawy, gdzie zamieszkała przy ulicy Wspólnej, w mieszkaniu jej córki. Była schorowana, cierpiała na postępującą głuchotę. W 1939 roku przyjęła chrzest. Podczas okupacji niemieckiej dobrowolnie przeniosła się do getta warszawskiego, mimo zorganizowanego przez Ewę Szelburg-Zarembinę i Polę Gojawiczyńską bezpiecznego miejsca do ukrycia. Zginęła w 1942 roku, okoliczności jej śmierci nie są znane. Według niektórych źródeł podczas tzw. wielkiej akcji została wywieziona do obozu zagłady w Treblince i tam zamordowana, według innych zmarła w getcie na tyfus lub popełniła samobójstwo po zamordowaniu przez Niemców jej córki. Według Anny Kamieńskiej i Wacława Gralewskiego popełniła samobójstwo poprzez zażycie trucizny, wcześniej ubierając się w czarną suknię i przypinając do niej swój Order Odrodzenia Polski

## Twórczość
W 1888 roku debiutowała na łamach „Kuriera Codziennego” utworem Na okręcie. W 1895 roku wydała pierwszy zbiór wierszy Poezje, kolejny zbiór wydała cztery lata później. W 1924 roku opublikowała zbiór Archanioł jutra, rok później podjęła współpracę z lubelską grupą literacką Reflektor. W 1932 roku wydała tom Odloty oraz zbiór poezji dla dzieci Duszki, ilustrowany przez Jana Samuela Miklaszewskiego. Dwa lata później wspólnie z Józefem Czechowiczem wydała zbiór Stare kamienie. W 1939 roku wraz z Czechowiczem wydała również zbiór Razem.
Współpracowała m.in. z czasopismami „Izraelita”, „Kamena”, „Życie”, „Kurier Polski”, „Kurier Warszawski”, „Kłosy”, „Tygodnik Illustrowany”, „Głos”, „Sfinks” oraz „Ateneum”. W czasopiśmie „Ziemia Lubelska” redagowała dodatki „Dodatek Literacki” oraz „Dodatek dla dzieci”.
Tłumaczka głównie literatury angielskiej m.in. Douglasa Jerrolda, Rudyarda Kiplinga, Herberta George’a Wellsa, Williama Somerseta Maughama.

## Ważniejsze prace

### Tomiki poezji
- 1895: Poezje[1]
- 1899: Poezje. Seria druga
- 1924: Archanioł jutra[8]
- 1932: Odloty[9]
- 1934: Stare kamienie (wspólnie z Józefem Czechowiczem)[1]

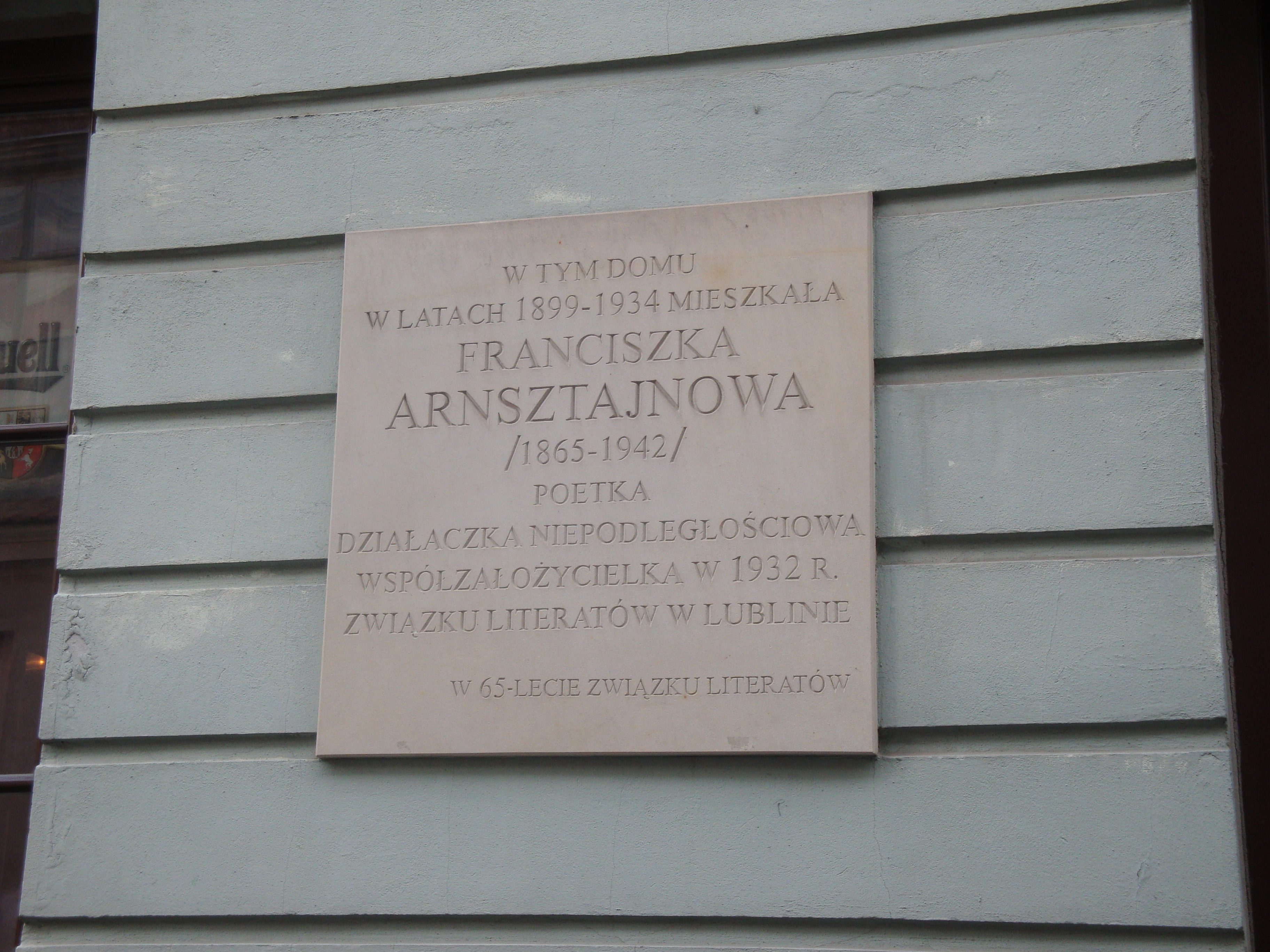
Tablica na ścianie domu w Lublinie, w którym mieszkała w latach 1899–1934.

### Dramaty teatralne
- Widmo: Ballada w I akcie (1905)
- Luxoniolo (1911)

## Ordery i odznaczenia
- Krzyż Niepodległości (12 marca 1931)[10]
- Krzyż Kawalerski Orderu Odrodzenia Polski (10 listopada 1928)[11][12]
- Krzyż Walecznych[12]
- Srebrny Wawrzyn Akademicki (7 listopada 1936)[13]
- Odznaka „Za wierną służbę”[14]
- Krzyż Legionowy[14]
- Odznaka pamiątkowa Polskiej Organizacji Wojskowej[14]

## Nawiązania i upamiętnienia
Do postaci Franciszki Arnsztajnowej w książce Wyjątkowa długa linia nawiązuje Hanna Krall.
W 2013 roku Andrzej Titkow – scenarzysta i reżyser zrealizował w Lublinie film dokumentalny Album rodzinny, poświęcony Franciszce Arnsztajnowej.